# Мікрорайон Пушкарівський
Пушкарівський (раніше Половки) — мікрорайон у Київському районі Полтави.
Отримав свою назву від місцевого активіста, члена більшовицької партії із прізвищем Половок. Старі люди пам'ятали його виступи на революційних мітингах. У 1919 році його нібито закатували денікінці. Станом на 1936 рік у межах сучасного мікрорайону існувала вулиця Коновалівська, але вже в той час мала проєктну назву "імені Половка".   
Відповідно до Указу Президії Верховної Ради Української РСР від 21 вересня 1984 року № 7665-Х "Про зміну меж міста Полтави" в межі міста Полтави було включено житловий масив Половки загальною площею 529 гектарів. 
Знаходиться в західній частині міста. В мікрорайоні розташовані: ринки «Великотирнівский» та «Половки», бібліотека, відділення сімейної медицини (від 1-ї міської лікарні), ПТУ № 21, школа № 30, ліцей № 32, школа № 40.
У 1987 році, по вулиці Велико-Тирнівській, відкрито пам'ятний знак Мартину Пушкарю — учаснику національно-визвольної війни українського народу та першому полковнику Полтавського полку.
22 липня 2024 року мікрорайон змінив назву на «Пушкарівський» замість «Половки».